# RBP2
RBP2‏ (Retinol binding protein 2) هوَ بروتين يُشَفر بواسطة جين RBP2 في الإنسان.